# ASD Figline 1965
Associazione Sportiva Dilettantistica Figline 1965, zkráceně jen Figline je italský klub hrající v sezoně 2024/25 4. italskou fotbalovou ligu, sídlící ve městě Figline e Incisa Valdarno v regionu Toskánsko.

## Změny názvu klubu
- 1965/66 – 2009/10 – AS Calcio Figline (Associazione Sportiva Calcio Figline)
- 2010/11 – 2015/16 – ASD Giallo-Blu Figline (Associazione Sportiva Dilettantistica Giallo-Blu Figline)
- 2016/17 – 2020/21 – ASD Valdarno FC (Associazione Sportiva Dilettantistica Valdarno Football Club)
- 2021/22 – ASD Figline 1965 (Associazione Sportiva Dilettantistica Figline 1965)

## Získané trofeje

### Vyhrané domácí soutěže
- 4. italská liga (1x)

2008/09
- 5. italská liga (3x)

2007/08, 2021/22, 2022/23

## Účast v ligách
| Úroveň soutěže | Název soutěže (nynější název) | První hraná sezona | Poslední hraná sezona | celkem odehraných sezon |
| -------------- | ----------------------------- | ------------------ | --------------------- | ----------------------- |
| 3              | Serie C                       | 2009/10            | 2009/10               | 1                       |
| 4              | Serie D                       | 2008/09            | 2024/25               | 3                       |
| 5              | Eccellenza                    | 1971/72            | 2022/23               | 16                      |